# 中野真実
中野 真実（なかの まみ、1979年3月12日 - ）は、日本の陸上競技選手。専門は棒高跳。

## 来歴・人物
香川県出身。観音寺市立観音寺中学校、香川県立観音寺第一高等学校を経て、東京学芸大学卒業。
観音寺中学時代には100メートルハードルで全国大会で優勝する。観音寺第一高校に進学後も、100メートルハードルで高校総体2位、国体優勝の実績を残した。その一方で、2年の冬に棒高跳を始めると、翌年の4月に3m42の日本記録を樹立する。その後も日本記録を更新し、東京学芸大学に進学した後の1997年（平成9年）4月には3m80まで伸ばした。
その後、怪我に苦しんだ時期もあったが、2000年（平成12年）5月には4m00を記録した。大学を卒業後は、非常勤講師を務めながら競技を続けた。2004年（平成16年）5月には水戸国際陸上で4m31の当時の日本記録を樹立したが、日本選手権2位で、アテネオリンピックには出場できなかった。
2006年（平成18年）の日本選手権では9年ぶりに優勝を果たしたが、この時左ひざの十字靭帯断裂の大ケガを負った。ケガから復帰した2007年（平成19年）の日本選手権は3位に入った。2011年（平成23年）2月の香川室内跳躍競技会において、室内日本記録である4m32を記録した。
2013年（平成25年）現役引退。2014年（平成26年）4月1日、観音寺第一高校の新任教諭として赴任。2015年（平成27年）4月1日、観音寺中央高校（現在、観音寺総合高校）に異動。

## 主な成績
| 年     | 大会               | 順位                | 記録 |
| ------ | ------------------ | ------------------- | ---- |
| 1996年 | 日本選手権         | 1位                 | 3m60 |
| 1997年 | 日本選手権         | 1位                 | 3m70 |
| 1998年 | 世界ジュニア選手権 | 予選落ち（B組10位） | 3m65 |
| 2004年 | 日本選手権         | 2位                 | 4m20 |
| 2006年 | アジア室内選手権   | 2位                 | 4m10 |
| 2006年 | 日本選手権         | 1位                 | 4m20 |
| 2007年 | 日本選手権         | 3位                 | 4m00 |
| 2008年 | 日本選手権         | 2位                 | 4m00 |
| 2009年 | 日本選手権         | 3位                 | 4m10 |
| 2010年 | 日本選手権         | 3位                 | 4m10 |

## 記録
| 種目   | 場所 | 記録 | 年月日        | 備考     |
| ------ | ---- | ---- | ------------- | -------- |
| 棒高跳 | 屋外 | 4m31 | 2004年5月5日  |          |
| 棒高跳 | 室内 | 4m32 | 2011年2月13日 | 日本記録 |